# Tlaxcala (miasto)
Tlaxcalaⓘ (Tlaxcala de Xicohténcatl) – miasto w środkowym Meksyku, w górach Sierra Madre Wschodnia, stolica stanu Tlaxcala.
Liczba mieszkańców w 2005 roku wynosiła tylko 15 777 co czyniło je zdecydowanie najmniejszą ze stolic spośród wszystkich stanów Meksyku, natomiast liczba ludności gminy Tlaxcala wynosiła 73 823 osób. Miasto Tlaxcala jest dopiero dziesiątym miastem co do wielkości w tym stanie i nawet leżące w obrębie tej samej gminy Ocotlán jest liczebniejszą miejscowością.

## Miasta partnerskie
- Sala, Maroko
- Villa de Álvarez, Meksyk